# Jahn Teigen

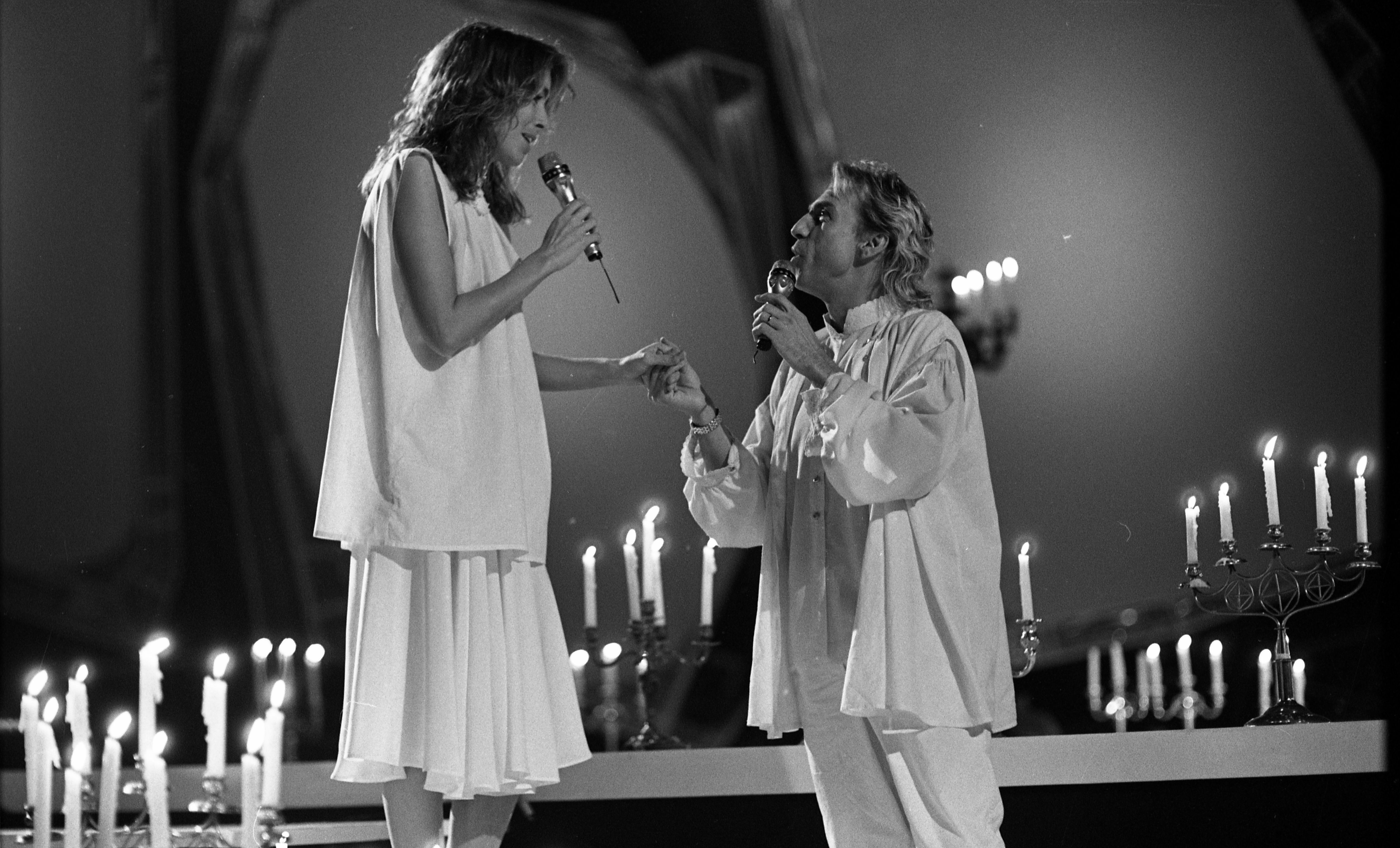
Jahn Teigen met Anita Skorgan tijdens Melodi Grand Prix 1986.

Jahn Teigen  (Tønsberg, 27 september 1949 – Ystad, 24 februari 2020) was een Noors zanger.

## Biografie
Zijn muzikale carrière begon reeds in de jaren 60, maar hij werd pas succesvol in de jaren 70 als hoofdzanger van de zeskoppige band Popol Vuh die drie succesvolle albums maakte. Teigen maakte ook deel uit van het humoristische trio Prima Vera waarmee hij ook zeven albums uitbracht.
In 1978 stond Teigen voor de eerste keer op het Eurovisiesongfestival nadat hij Melodi Grand Prix gewonnen had met Mil etter mil. Hij werd laatste met nul punten wat hem de bijnaam Mr. 0 Points gaf, hij was namelijk de eerste die geen enkele punt scoorde in het nieuwe puntensysteem dat sinds 1975 van kracht was. Ondanks een internationale mislukking was het lied een immense hit in eigen land. De single domineerde de hitparade vier maanden lang en was negentien weken lang een van de tien bestverkochte singles in het land, waarvan hij vijf weken lang op 1 stond. Na dertig jaar carrière is dit nog steeds zijn grootste hit.
Vier jaar later keerde Teigen samen met zijn vrouw Anita Skorgan terug op het songfestival in Harrogate met het lied Adieu, hier scoorde hij al beter mee. Teigen en Skorgan wisten de twaalfde plaats te halen. Een jaar later trad hij weer solo aan in München en kaapte met Do Re Mi de negende plaats weg, zijn beste resultaat. Maar hij had nog vaker op het Songfestival kunnen staan. Geen enkele artiest nam vaker deel aan de Melodi Grand Prix dan hij, namelijk veertien keer: in 1974, 1975, 1976, 1978, 1980, 1982, 1983, 1988, 1989, 1990, 1993, 1994, 1996 en 2005 had hij pogingen gedaan.
Teigen heeft in zijn carrière zeventien albums uitgebracht, waaronder enkele albums met muzikale hoogtepunten.

## Bekende hits
- Voodoo
- Mil etter mil
- Adieu
- Glastnost
- Optimist
- Smil
- Det vakreste som finns
- Min første kjærlighet
- My Heart Is My Home

## Discografie

### Albums
- Teigens tivoli (1977)
- This Year's Loser (1978)
- En dags pause (1979)
- Mentalkrem (1980)
- Klar dag/Instamatik (1982)
- Klovn uten scene (1988)
- Esilio paradiso (1992)
- Rondo (1993)
- Lys (1996)
- Magnet (2000)
- Utkledd som meg selv (2004)

### Verzamelalbums
- 67-76 (1976)
- All We Have Is The Past (1980)
- Hopp 78-83 (1983)
- Jahn Teigen (1989)
- Jahn Teigens beste: Litt av historien (1994)
- Fra null til gull (2004)

### Als deel van Popul Vuh
- Popol Vuh (1973)
- Quiche Maya (1974)

#### Verzamelalbums van Popul Vuh
- Popol Ace (1975)
- Cat of 9 Tales (1994)

### Als deel van Popol Ace
- Stolen From Time (1976)

### Als deel van Prima Vera
- Prima Vera (1978)
- Brakara (1978)
- Salmer og sanger vi gjerne hiver (1979)
- Den 5te (1981)
- Fisle Narrepanne i Tyrol (1981)
- Ha ha he he ho (1982)
- Her kommer Olavs menn (1983)
- Prima Vera Show (1999)

#### Verzamelalbums van Prima Vera
- The best of EBBA (1980)
- Absolute Prima Vera (1994)

### Jahn Teigen & Anita Skorgan
- Cheek To Cheek (1983)

## Singles
- Mil etter mil (1978)
- Jeg gi'kke opp (1978)
- Har du lyst på litt mer (1979)
- Ja (1980)
- Bli bra igjen (1982)
- Do re mi (1983)
- Glastnost (1988)
- Slå på ring (1988)
- Optimist (1989)
- Smil (1990)
- I skyggen av en drøm (1990)
- Gi meg fri (1992)
- Ensom natt (1993)

### MetAnita Skorgan
- Adieu (1982)
- Friendly (1983)